# Нквоча, Хелен
Хелен Лоррейн Нквоча (англ. Helen Lorraine Nkwocha; род. 24 августа 1976 года в Лондоне, Англия) — английская футболистка и тренер. В настоящее время возглавляет мужскую команду клуба «ТБ». Первая женщина-тренер в мужском европейском футболе на уровне высших лиг.

## Биография
Хелен родилась в Южном Лондоне. У неё есть четверо братьев и сестёр. Она начала заниматься футболом в 13-летнем возрасте, воспитывалась в академии «Манчестер Юнайтед». На взрослом уровне Хелен выступала за «Миллуолл Лайонессес», «Уимблдон», «Кристал Пэлас», «Фулхэм» и «Тутинг энд Митчем». Она завершила карьеру игрока в 32 года из-за травмы передней крестообразной связки. Хелен совмещала игру в футбол с работой в полиции, где за 15 лет она дослужилась до звания сержанта. Хелен вышла в отставку в 2013 году, чтобы серьёзно заняться тренерским делом.
Хелен училась на тренера в Калифорнии. Она тренировала американские отделения футбольных школ «Манчестер Юнайтед», «Челси» и «Арсенала», а также работала в академии «Нью-Йорк Ред Буллс». Вернувшись в Англию, Хелен начала обучение на тренерскую категорию A, параллельно работая с мужскими юношескими командами клубов «Уэйр» и «Харлоу Таун». Получив тренерскую лицензию, она переехала в Китай на работу в Шанхайской академии футбола. 
В январе 2021 года Хелен возглавила мужскую молодёжную команду фарерского клуба «ТБ». 23 сентября того же года она перешла на должность главного тренера взрослой мужской команды «чёрно-белых». Первая игра Хелен в качестве наставницы «ТБ» состоялась 27 сентября: в матче чемпионата Фарерских островов её подопечные проиграли столичному «ХБ» с разгромным счётом 1-6. Руководство коллективом из Твёройри в этой встрече позволило Хелен стать первой женщиной-тренером в мужском европейском футболе на уровне высших лиг. Всего она провела 6 игр в качестве главного тренера «чёрно-белых», не набрав в них ни одного очка. Руководство «ТБ» было разочаровано работой Хелен и решило не продлевать с ней контракт, рассчитанный до конца 2021 года